# The Singles Collection (Laura Pausini)
The Singles Collection è una serie di 4 box cartonati contenenti tracce della cantante italiana Laura Pausini, pubblicati dalla Atlantic Records nel 2019.

## Concezione
Ogni box contiene all'interno 5 CD singoli contenenti ciascuno un brano in lingua italiana e la rispettiva traduzione in lingua spagnola e la versione strumentale. In totale sono state pubblicate 20 canzoni, tra le quali alcune non estratte come singoli radiofonici. Ciascun CD è stato autografato dalla cantante. Inoltre, in ogni cofanetto viene allegato un ciondolo a forma di amuleto placcato oro, oppure un portachiavi o una targhetta commemorativa del Latin Grammy.
La commercializzazione dei box è disponibile solamente attraverso l'iscrizione al Fan Club ufficiale dell'artista Laura4u e la distribuzione è iniziata nel 2019 dalle date del Laura Biagio Stadi Tour 2019. Ciascuno box ha un costo di 200€ e la tiratura è di 500 box.

## Box

### Volume 1

#### Non è detto
(testo: Niccolò Agliardi; adatt. spagnolo: Laura Pausini - musica: Laura Pausini, Edwyn Roberts, Gianluigi Fazio)
1. Non è detto – 3:27
2. Nadie ha dicho – 3:27
3. Non è detto/Nadie ha dicho (Instrumental) – 3:27

#### Simili
(testo: Laura Pausini, Niccolò Agliardi; adatt. spagnolo: Laura Pausini - musica: Niccolò Agliardi, Edwyn Roberts)
1. Simili – 3:35
2. Similares – 3:35
3. Simili/Similares (Instrumental) – 3:35

#### Innamorata
(testo: Jovanotti; adatt. spagnolo: Laura Pausini - musica: Jovanotti, Riccardo Onori, Christian "Noochie" Rigano
1. Innamorata (Album Version) – 3:20
2. Innamorata (Takagi & Ketra Remix [No Speech]) – 3:34
3. Innamorata (Takagi & Ketra Remix) – 3:34
4. Innamorata (KeeJay Freak Remix) – 3:21
5. Innamorata (Fresco Remix) – 3:33
6. Innamorata (Giovani Leoni Remix) – 3:38
7. Enamorada (Album Version) – 3:20
8. Enamorada (Takagi & Ketra Remix [No Speech]) – 3:34
9. Enamorada (Takagi & Ketra Remix) – 3:34
10. Enamorada (KeeJay Freak Remix) – 3:21
11. Enamorada (Fresco Remix) – 3:33
12. Enamorada (Giovani Leoni Remix) – 3:38
13. Innamorata/Enamorada (Instrumental) – 3:20

#### Nella porta accanto
(testo: Laura Pausini; adatt. spagnolo Laura Pausini - musica: Massimo De Luca)
1. Nella porta accanto – 3:46
2. En la puerta de al lado – 3:46
3. Nella porta accanto/En la puerta de al lado (Instrumental) – 3:46

#### Ho creduto a me
(testo: Niccolò Agliardi; adatt. spagnolo Laura Pausini - musica: Massimiliano Pelan)
1. Ho creduto a me – 3:14
2. He creído en mí – 3:14
3. Ho creduto a me/He creído en mí (Instrumental) – 3:14

### Volume 2

#### Il coraggio di andare
(testo: Tony Maiello, Laura Pausini; adatt. spagnolo Laura Pausini - musica: Tony Maiello, Marco Salvati, Enrico Palmosi e Marco Rettani)
1. Il coraggio di andare – 3:45
2. El valor de seguir adelante – 3:45
3. Il coraggio di andare/El valor de seguir adelante (Instrumental) – 3:45

#### Le due finestre
(testo: Laura Pausini, Eric Silver, Nikki Williams, Enrico Nigiotti; adatt. spagnolo Laura Pausini - musica: Eric Silver, Nikki Williams, Enrico Nigiotti, Samuel Galvagno)
1. Le due finestre – 4:19
2. Dos ventanas – 4:19
3. Le due finestre/Dos ventanas (Instrumental) – 4:19

#### Il caso è chiuso
(testo: Laura Pausini, Virginio; adatt. spagnolo Laura Pausini - musica: Daniel Vuletic)
1. Il caso è chiuso – 3:29
2. El caso está perdido – 3:29
3. Il caso è chiuso/El caso está perdido (Instrumental) – 3:29

#### L'ultima cosa che ti devo
(testo: Laura Pausini; adatt. spagnolo: Laura Pausini - musica: Paolo Carta)
1. L'ultima cosa che ti devo – 3:38
2. Algo que te debo – 3:38
3. L'ultima cosa che ti devo/Algo que te debo (Instrumental) – 3:38

#### No River Is Wilder
(testo: Laura Pausini - musica: Paolo Carta)
1. No River Is Wilder – 3:20
2. No River Is Wilder (Instrumental) – 3:20

### Volume 3

#### 200 note
(testo: Tony Maiello; adatt. spagnolo Laura Pausini - musica: Tony Maiello, Lorenzo Vizzini Bisaccia)
1. 200 note – 3:58
2. 200 notas – 3:58
3. 200 note/200 notas (Instrumental) – 3:58

#### Celeste
(testo: Laura Pausini, Giuseppe Dati; adatt. spagnolo Laura Pausini - musica: Giuseppe Dati, Goffredo Orlandi)
1. Celeste – 4:01
2. Asì celeste – 4:01
3. Celeste/Asì celeste (Instrumental) – 4:01

#### Un progetto di vita in comune
(testo: Laura Pausini, Cheope; adatt. spagnolo Laura Pausini - musica: Daniel Vuletic)
1. Un progetto di vita in comune – 3:16
2. Un proyecto de vida en común – 3:16
3. Un progetto di vita in comune/Un proyecto de vida en común (Instrumental) – 3:16

#### Frasi a metà
(testo: Niccolò Agliardi; adatt. spagnolo Laura Pausini - musica: Laura Pausini, Edwyn Roberts)
1. Frasi a metà – 4:01
2. Verdades a medias – 4:01
3. Frasi a metà/Verdades a medias (Instrumental) – 4:01

#### E.STA.A.TE
(testo: Virginio; adatt. spagnolo Laura Pausini - musica: Paolo Carta)
1. E.STA.A.TE – 3:35
2. Está.allá – 3:35
3. E.STA.A.TE/Está.allá (Instrumental) – 3:35

### Volume 4

#### Santa Claus Is Coming to Town
(testo e musica: John Frederick Coots, Haven Gillespie)
1. Santa Claus Is Coming to Town – 2:07
2. Santa Claus ilegó a la ciudad – 2:07
3. Santa Claus Is Coming to Town/Santa Claus ilegó a la ciudad (Instrumental) – 2:07

#### Nuevo
(testo e musica: Laura Pausini, Yoel Henriquez - musica: Daniel Vuletic)
1. Nuevo – 4:12
2. Nuevo (Instrumental) – 4:12

#### La soluzione
(testo: Massimiliano Pelan, Giulia Anania, Fabio De Martino, Stefano Paviani - musica: Laura Pausini, Massimiliano Pelan, Giulia Anania, Fabio De Martino, Stefano Paviani)
1. La soluzione – 3:53
2. La solución – 3:53
3. La soluzione/La solución (Instrumental) – 3:53

#### Fantastico (Fai quello che sei)
(testo: Laura Pausini, Virginio Simonelli; adatt. spagnolo: Laura Pausini - musica: Laura Pausini, Paolo Carta)
1. Fantastico (Fai quello che sei) – 3:34
2. Fantástico (Haz lo que eres) – 3:34
3. Fantastico (Fai quello che sei)/Fantástico (Haz lo que eres) (Instrumental) – 3:34

#### Zona d'ombra
(testo: Laura Pausini, Niccolò Agliardi; adatt. spagnolo: Laura Pausini - musica: Joseph Carta)
1. Zona d'ombra – 2:50
2. Niebla gris – 2:50
3. Zona d'ombra/Niebla gris (Instrumental) – 2:50